# Castelnuovo Berardenga
Castelnuovo Berardenga és un comune (municipi) de la província de Siena, a la regió italiana de la Toscana, situat uns 50 km al sud-est de Florència i uns 14 km a l'est de Siena. L'1 de gener de 2018 la seva població era de 9.086 habitants.
Es troba dins la zona vinícola del Chianti des de 1932.
La batalla de Montaperti entre güelfs i gibel·lins es va lliurar a prop el 4 de setembre de 1260.
Limita amb els municipis següents: Asciano, Bucine, Castellina in Chianti, Gaiole in Chianti, Monteriggioni, Radda in Chianti, Rapolano Terme i Siena.

## Llocs d'interès

### Villas
- Villa Arceno
- Villa de Catignano o Villa Sergardi
- Villa Chigi Lucarini Saracini
- Villa de Geggiano o Villa Bianchi-Bandinelli
- Villa de Monaciano
- Villa Pagliaia
- Villa de Sestano
- Villa de Fagnano o Villa Terrosi Vagnoli

### Esglésies
- Propositura de Santi Giusto e Clemente
- Pieve de Santa Maria a Pàcina
- Pieve de San Felice a Bossi
- Pieve de Santi Cosma e Damiano (San Gusmè)
- Pieve de San Giovanni Battista (Pieve Asciata)
- Pieve de Santa Maria (Villa a Sesta)
- Església de San Cristoforo a Vagliagli
- Església de San Pietro (Canonica a Cerreto)
- Església de Sant'Ansano a Dofàna
- Església de Santi Giacomo e Niccolò (Quercegrossa)
- Església de San Giovanni Evangelista (Cerreto)
- Església de San Bartolomeo (Sestano)
- Capella de San Giovanni (Villa di Arceno)
- Capella de Santa Croce (Villa Sergardi di Catignano)
- Capella della Madonna del Rosario (Villa Bianchi-Bandinelli)
- Certosa di Pontignano (Certosa di San Pietro)
- Monestir de San Salvatore (Badia Monastero)